# Sostanza bianca
In anatomia la sostanza bianca è data dai fasci di fibre nervose (sia ascendenti che discendenti) che uniscono l'encefalo e il midollo spinale. I fasci appaiono bianchi a causa del rivestimento dato dalla mielina.

## Midollo spinale
Nel midollo spinale si trova all'esterno della sostanza grigia a contatto con le meningi ed è divisa in tre cordoni -o funicoli- (anteriore, laterale e posteriore) dalle fessure e dai solchi presenti sulla superficie del midollo stesso. I fasci discendenti trasportano dall'encefalo alla periferia stimoli di natura motoria da trasmettere attraverso i nervi spinali, i fasci ascendenti invece portano stimoli sensitivi dalla periferia all'encefalo.
Le fibre nervose mieliniche che decorrono verticalmente e vanno a formare questi fasci (ascendenti e discendenti) sono dette fibre funicolari e possono essere distinte in endogene (nate dal midollo spinale stesso) ed esogene (nate dall'encefalo e discendenti nel midollo spinale).
Vi sono poi altre fibre nervose mieliniche che, a differenza delle funicolari, hanno un decorso grosso modo orizzontale, queste sono le fibre commessurali e le fibre radicolari.

## Encefalo
La sostanza bianca dell'encefalo occupa la zona subcorticale; ha una posizione leggermente diversa da quella nel midollo spinale, ma la funzione è simile. Nel cervelletto e nel cervello si trova sotto la corteccia cerebrale composta da sostanza grigia, ma più esternamente rispetto ai nuclei (gruppi di neuroni che costituiscono una parte della sostanza grigia dell'encefalo). Le varie porzioni in cui è distinto l'encefalo rendono individuabile vari tipi di fasci che costituiscono la sostanza bianca. Abbiamo infatti fasci ascendenti, ovvero la continuazione dei fasci ascendenti del midollo spinale, che sono destinati a terminare in corrispondenza della corteccia cerebrale; fasci discendenti, ovvero l'origine di una parte dei fasci discendenti del midollo spinale destinati a portarsi direttamente in periferia o a collegarsi con la sostanza grigia del midollo spinale. Inoltre sono da considerare i numerosissimi fasci di associazione che collegano le varie parti dell'encefalo.